# Lijst van personen overleden in september 2024
Dit is een lijst van bekende personen die zijn overleden in september 2024.

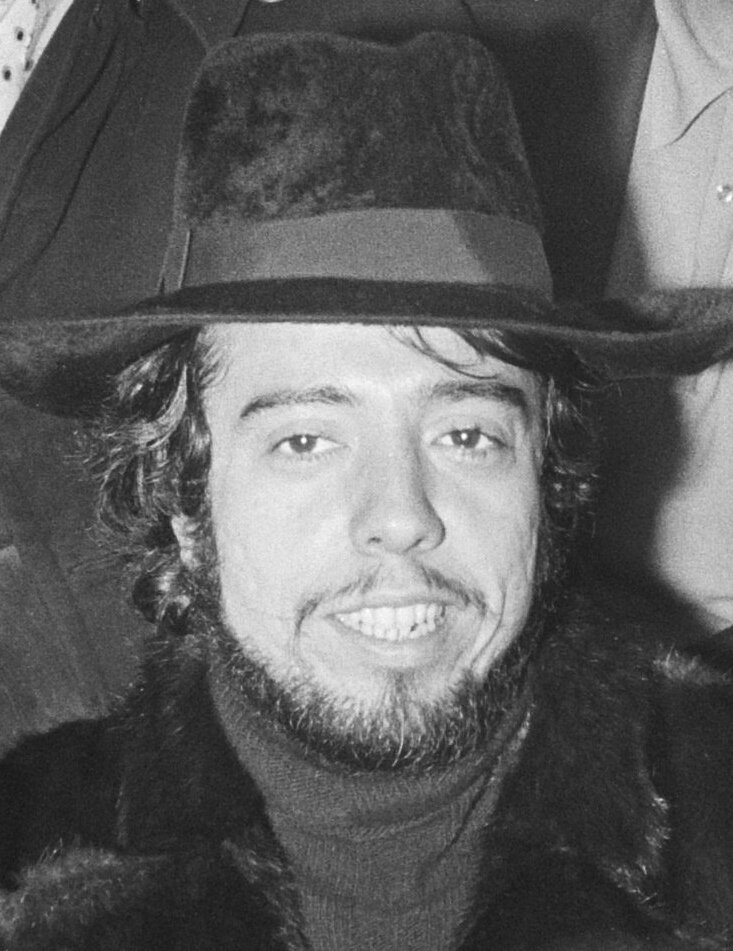
Sérgio Mendes
5 september

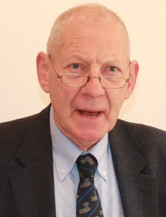
Rinus van Schendelen
5 september

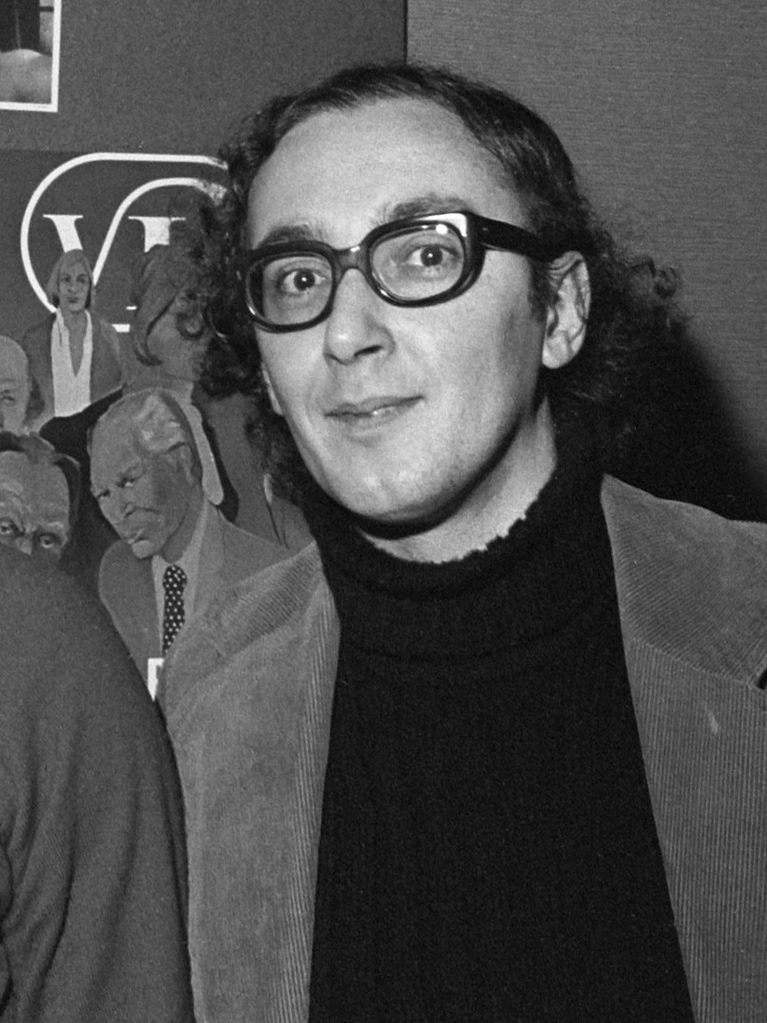
Pim de la Parra
6 september

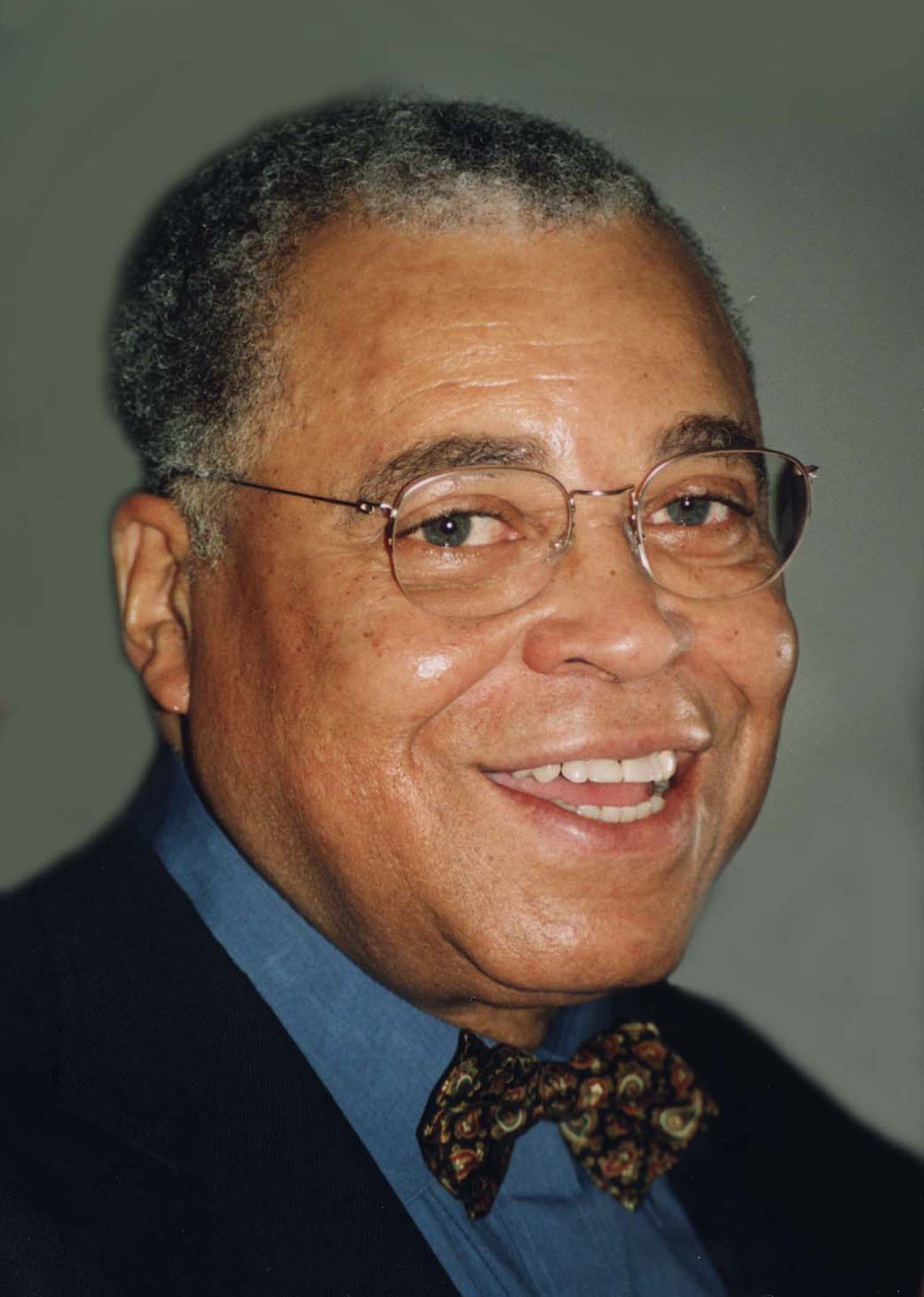
James Earl Jones
9 september

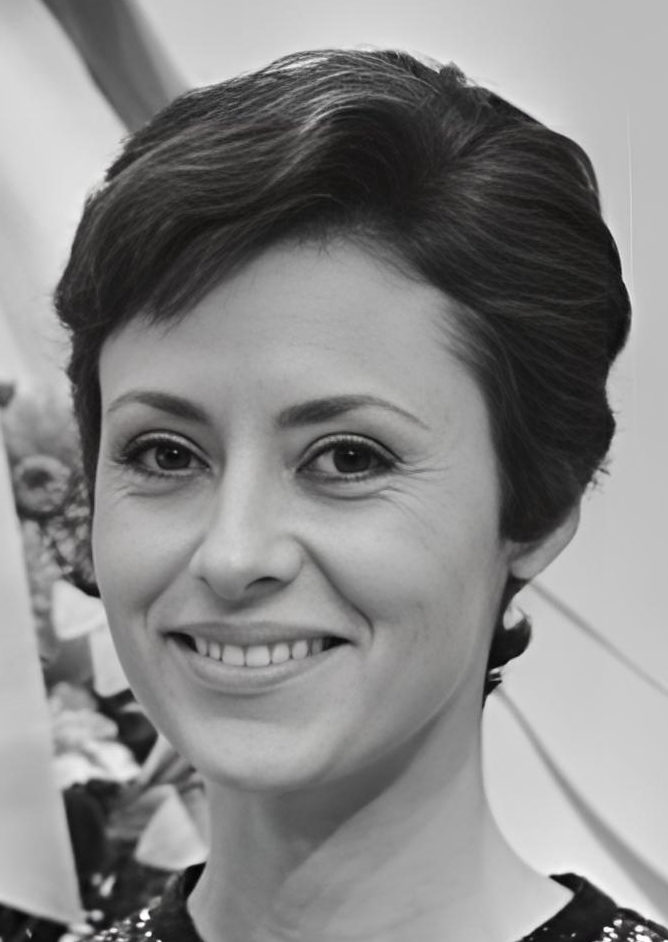
Caterina Valente
9 september

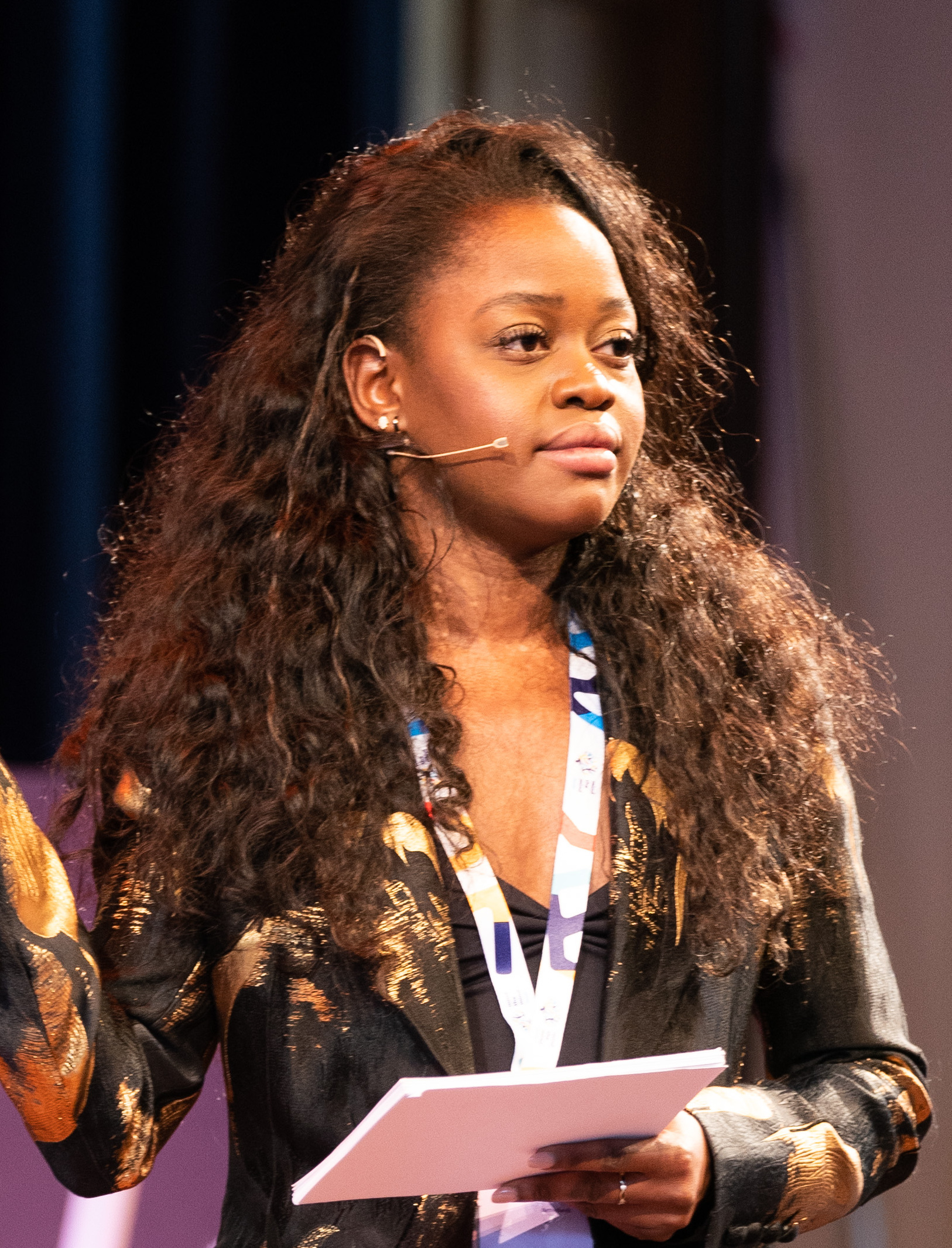
Michaela DePrince
10 september

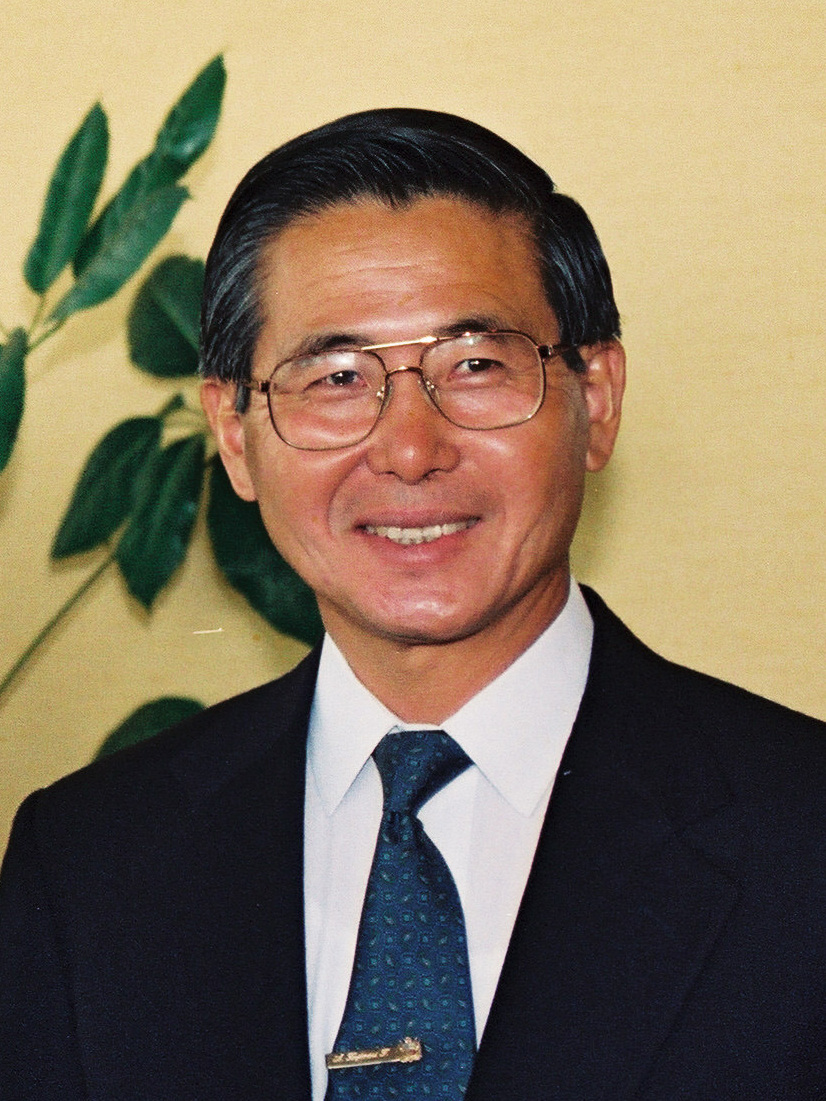
Alberto Fujimori
11 september

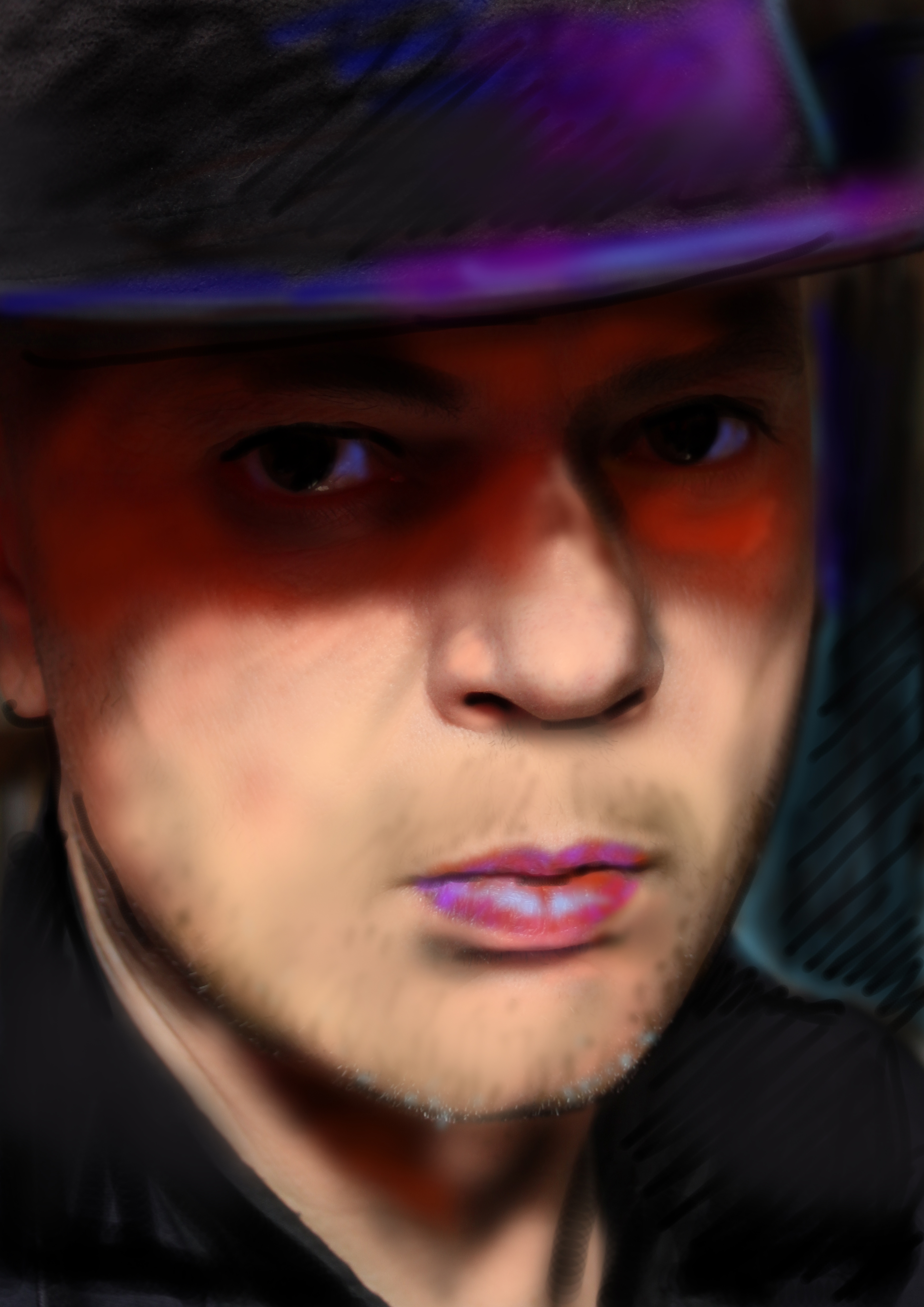
Peter Klashorst
11 september

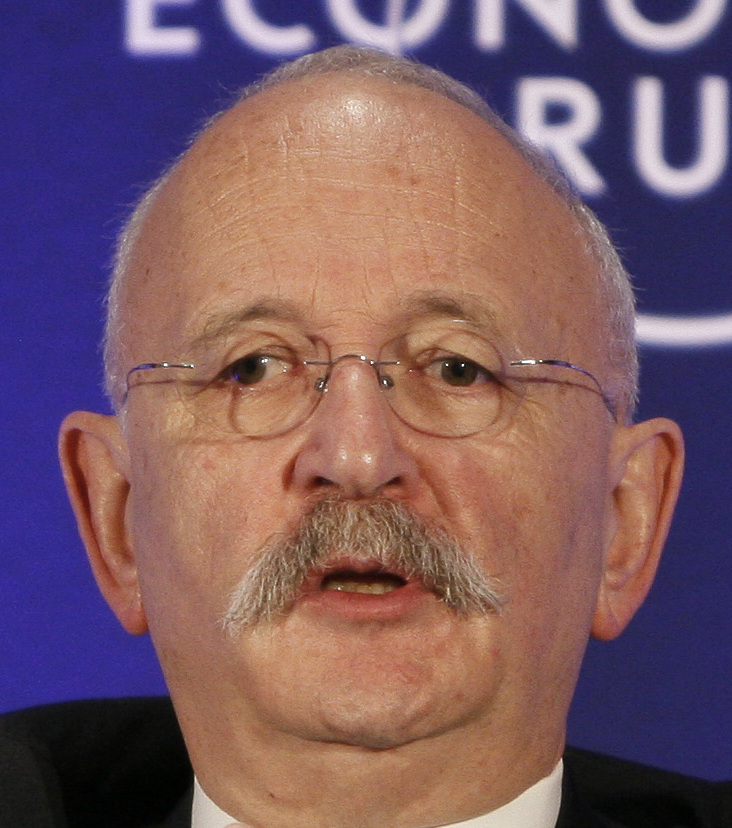
Victor Halberstadt
13 september

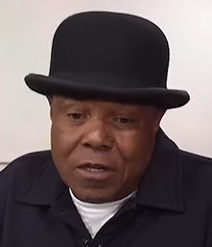
Tito Jackson
15 september

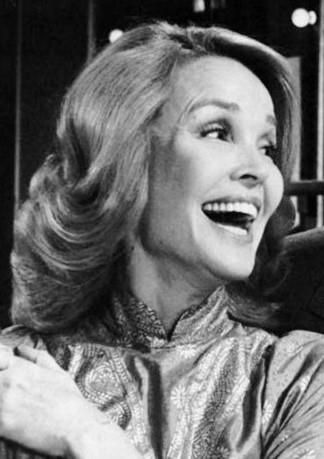
Kathryn Grant
20 september

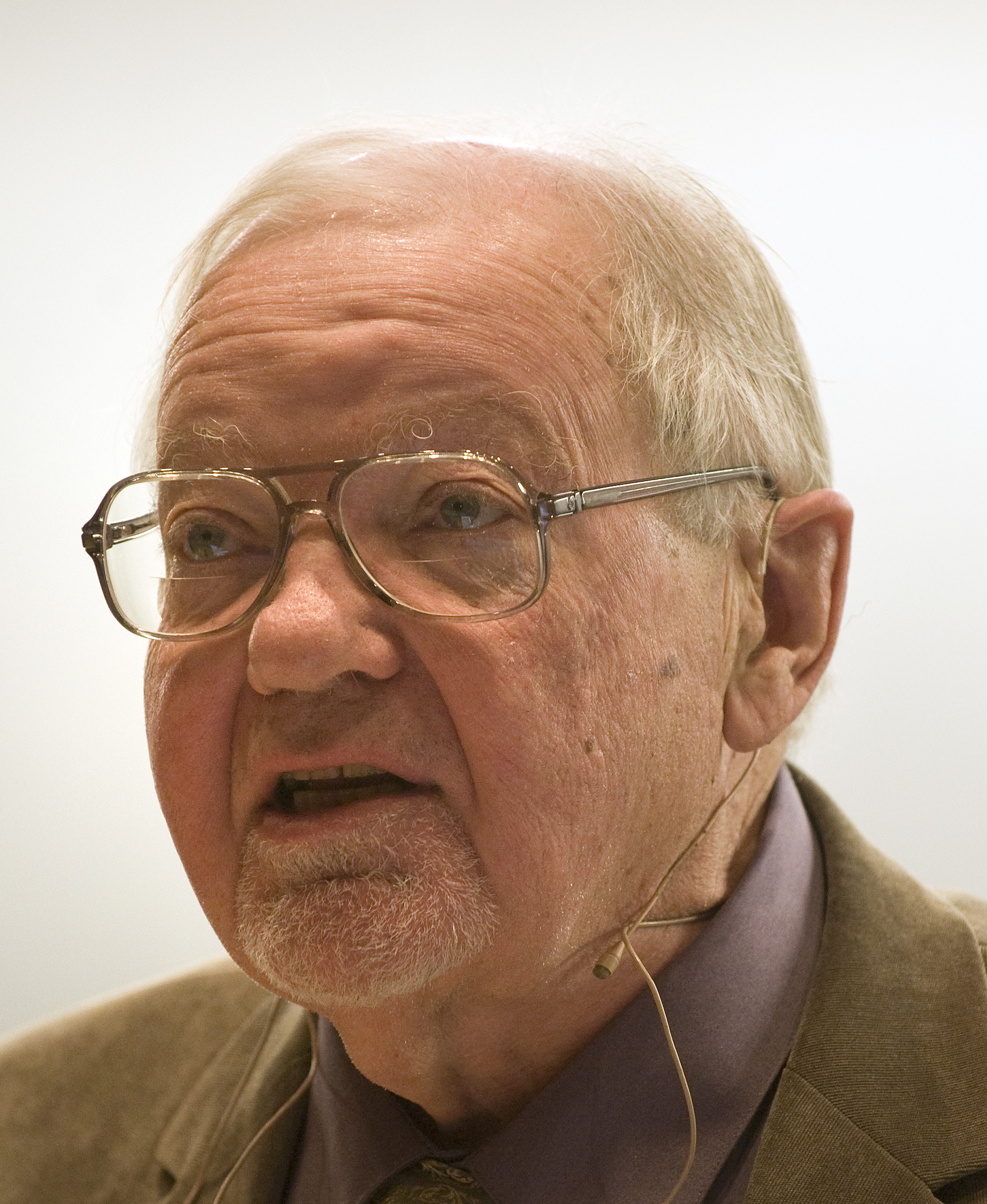
Fredric Jameson
22 september

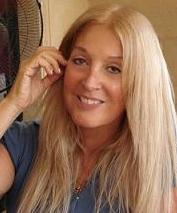
Vassula Rydén
25 september

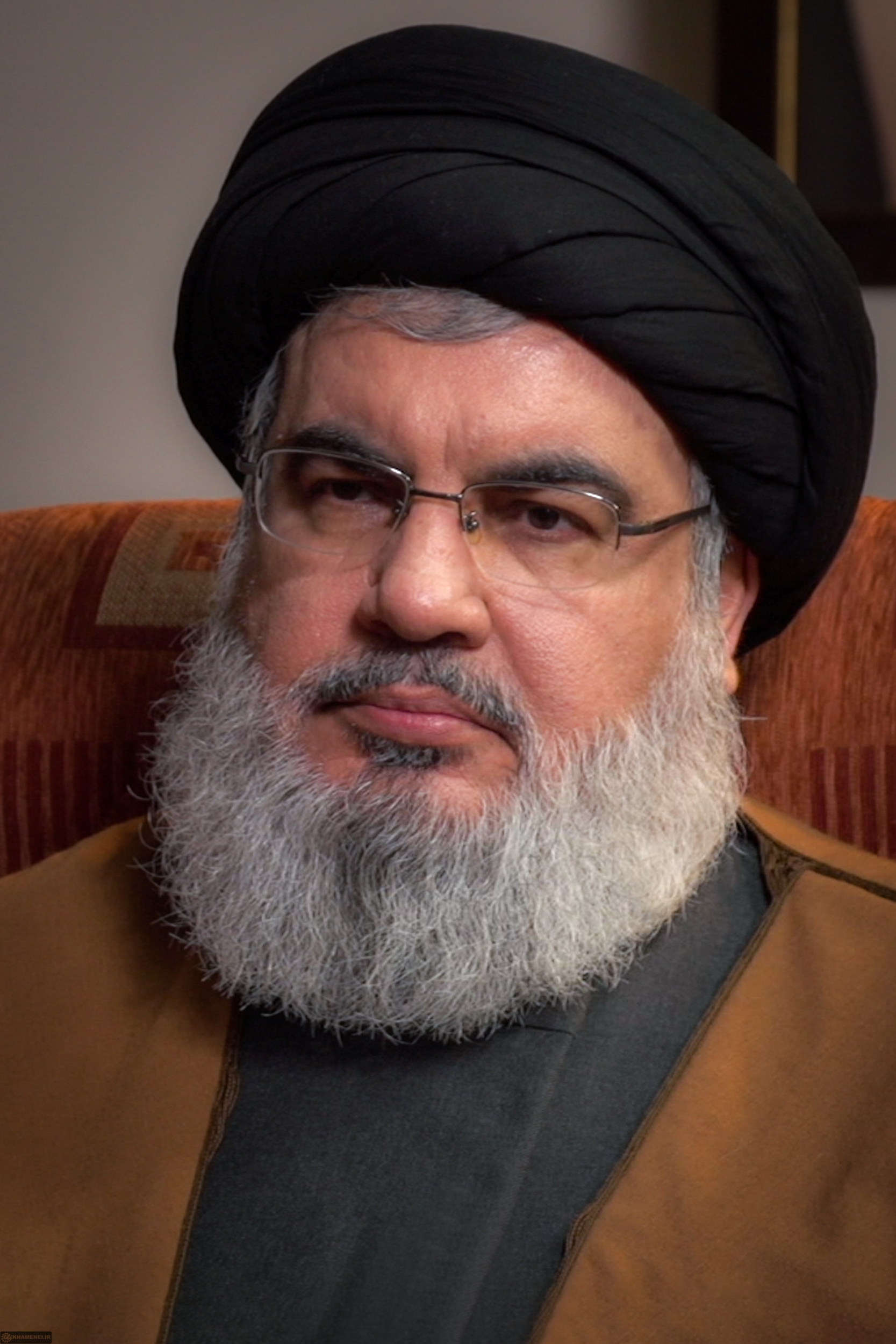
Hassan Nasrallah
27 september

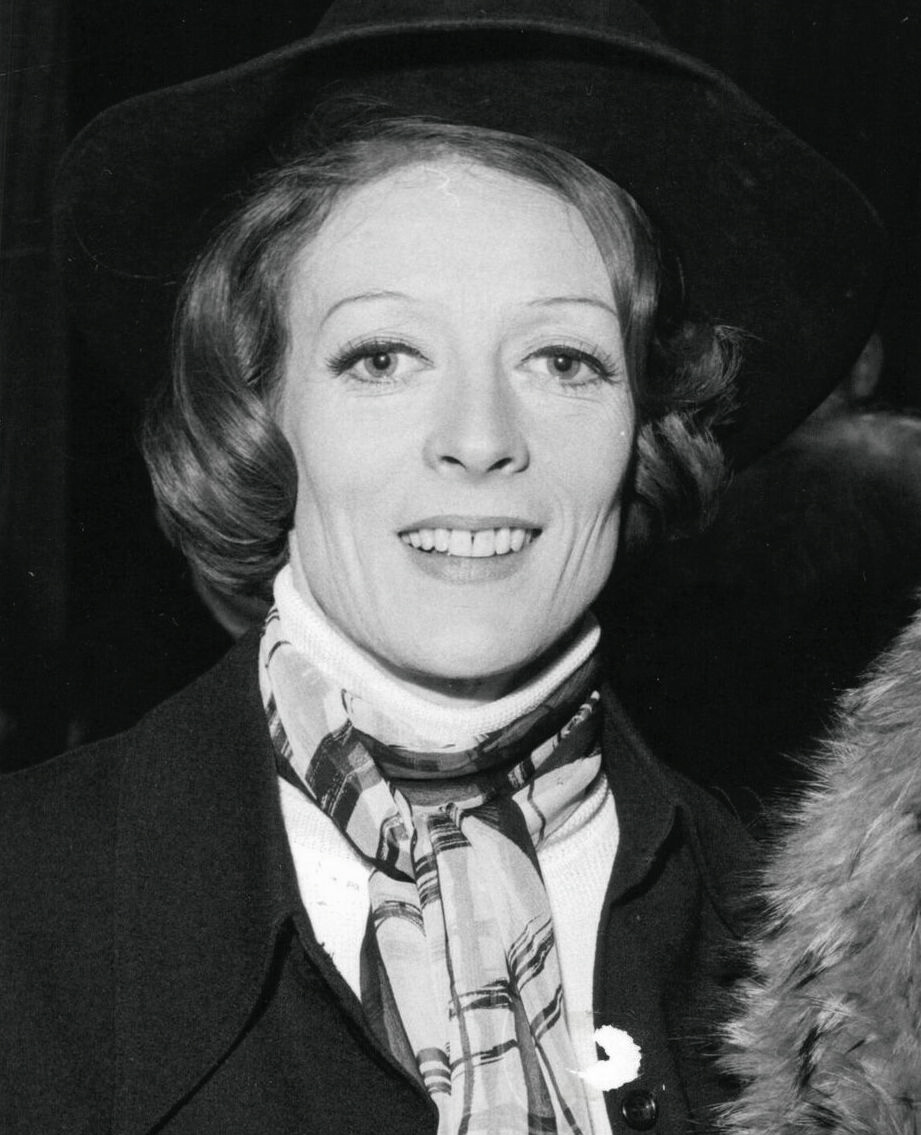
Maggie Smith
27 september

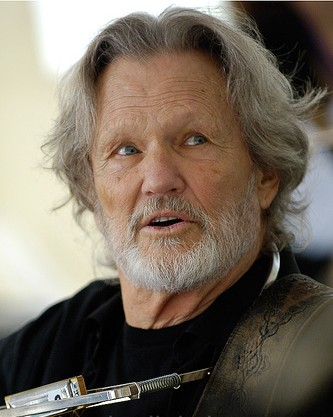
Kris Kristofferson
28 september

| 1 | 2 | 3 | 4 | 5 | 6 | 7 | 8 | 9 | 10 | 11 | 12 | 13 | 14 | 15 | 16 | 17 | 18 | 19 | 20 | 21 | 22 | 23 | 24 | 25 | 26 | 27 | 28 | 29 | 30 |
| - | - | - | - | - | - | - | - | - | -- | -- | -- | -- | -- | -- | -- | -- | -- | -- | -- | -- | -- | -- | -- | -- | -- | -- | -- | -- | -- |

### 1 september
- Rob Koudijs (80), Nederlands galeriehouder[1]
- Sergio Rivero (60), Boliviaans voetballer[2]

### 2 september
- James Darren (88), Amerikaans acteur en zanger[3]

### 3 september
- Klaas Bijl (76), Nederlands voetballer[4]
- Joost Váhl (84), Nederlands stedenbouwkundige[5]

### 4 september
- Marc Van den Hoof (78), Belgisch radiomaker[6]
- Keith Kennedy (33), Brits voetbalscheidsrechter[7]
- Dinah Veeris (85), Curaçaos kruidengeneeskundige[8]
- Han Wansink (78), Nederlands verzekeringsjurist[9]

### 5 september
- Rebecca Cheptegei (33), Oegandees marathonloopster[10]
- Herbie Flowers (86), Brits musicus[11]
- Martin France (60), Brits jazzdrummer[12]
- Sérgio Mendes (83), Braziliaans muzikant[13]
- Maarten van Norden (68), Nederlands jazzmusicus en componist[14]
- Rich Homie Quan (Dequantes Lamar) (34), Amerikaans rapper[15]
- Rinus van Schendelen (80), Nederlands politicoloog[16]

### 6 september
- Lucine Amara (99), Amerikaans sopraan[17]
- Paul Goldsmith (98), Amerikaans autocoureur[18]
- Rebecca Horn (80), Duits kunstenares[19]
- Will Jennings (80), Amerikaans songwriter[20]
- Elly Meijer (88), Nederlands kunstenares[21]
- Pim de la Parra (84), Surinaams-Nederlands filmregisseur[22]
- Alan Rees (86), Brits autocoureur[23]
- Johnny Thunder (Gil Hamilton) (93), Amerikaans zanger[24]
- Ron Yeats (86), Brits voetballer[25]

### 7 september
- Carel Bruens (98), Nederlands glazenier, schilder en tekenaar[26]

### 8 september
- Zoot Money (82), Brits zanger en toetsenist[27]

### 9 september
- James Earl Jones (93), Amerikaans (stem)acteur[28]
- Caterina Valente (93), Frans-Italiaans zangeres[29]

### 10 september
- Frankie Beverly (77), Amerikaans zanger[30]
- Roberto Challe (77), Peruaans voetballer[31]
- Michaela DePrince (29), Sierra Leonees-Amerikaans balletdanseres[32]
- Eligio Martínez (69), Paraguayaans-Boliviaans voetballer[33]
- Theo Wong (78), Surinaams geoloog[34]

### 11 september
- Kenneth Cope (93), Brits acteur[35]
- Alberto Fujimori (86), Peruaans politicus[36]
- Henk Hanssen (62), Nederlands schrijver en journalist[37]
- Peter Klashorst (67), Nederlands kunstschilder, fotograaf en muzikant[38]
- Chad McQueen (63), Amerikaans acteur[39]

### 12 september
- John Haglelgam (75), president van Micronesië[40]
- Olaf Kübler (87), Duits saxofonist[41]
- Paul Schollaert (83), Belgisch priester en componist[42]

### 13 september
- Tommy Cash (84), Amerikaans countrymuzikant[43]
- Wolfgang Gerhardt (80), Duits politicus[44]
- Pravin Gordhan (75), Zuid-Afrikaans politicus[45]
- Victor Halberstadt (85), Nederlands econoom en politicus[46]
- George Radda (88), Hongaars Brits scheikundige[47]

### 14 september
- Otis Davis (92), Amerikaans atleet[48]
- Eberhardt Schulte-Wissermann (81), Duits politicus[49]
- Arie van der Veer (82), Nederlands predikant, omroepvoorzitter en televisiepresentator[50]

### 15 september
- Aleksandr Barysjnikov (75), Sovjet-Russisch atleet[51]
- Tito Jackson (70), Amerikaans zanger en gitarist[52]
- Elias Khoury (76), Libanees romanschrijver[53]

### 16 september
- Yuko Arakida (70), Japans volleybalster[54]
- Robert Dill-Bundi (65), Zwitsers wielrenner[55]
- Jaap van Donselaar (71), Nederlands cultureel antropoloog[56]
- Henk den Duijn (78), Nederlands burgemeester[57]
- Ernst Langhout (68), Nederlands zanger en gitarist[58]
- Barbara Leigh-Hunt (88), Brits actrice[59]

### 17 september
- Maarten Brakema (55), Nederlands journalist[60]
- Magda De Galan (77), Belgisch politica[61][62]
- Nelson DeMille (81), Amerikaans schrijver[63]
- César Martins de Oliveira (68),  Braziliaans voetballer[64]
- JD Souther (John David Souther) (78), Amerikaans singer-songwriter[65]

### 18 september
- Pieter Bouwman (66), Nederlands toneelregisseur, cabaretier en presentator[66]
- Dick Diamonde (76), Nederlands basgitarist[67]
- Nick Gravenites (85), Amerikaans zanger, songwriter en gitarist[68]
- Avraham Roet (96), Nederlands-Israëlisch zakenman[69]
- Salvatore Schillaci (59), Italiaans voetballer[70]
- Rolf Wolfshohl (85), Duits wielrenner[71]

### 19 september
- Bruno Sacco (90), Italiaans-Duits auto-ontwerper[72]
- Stefan Verwey (78), Nederlands cartoonist en striptekenaar[73]
- Florence Warner (77), Amerikaans zangeres[74]

### 20 september
- Terry Agerkop (84), Surinaams taekwondoka en etnomusicoloog[75]
- Rolf Bak (81), Nederlands mariene bioloog[76]
- Henriette Beukers-Lenselink (86), Nederlands publiciste, uitgever en ondernemer[77]
- David Graham (99), Brits acteur[78]
- Kathryn Grant (90), Amerikaans actrice[79]
- Jarich Hoekstra (68), Nederlands hoogleraar[80]
- Yan Morvan (70), Frans fotojournalist en portretfotograaf[81]
- Sayuri (28), Japans singer-songwriter[82]
- Cleo Sylvestre (79), Brits actrice[83]
- Radmila Živković (71), Servisch actrice[84]

### 21 september
- Jacques de Groote (97), Belgisch bankier[85]
- Benny Golson (95), Amerikaans jazzsaxofonist en componist[86]
- Roger Palm (75), Zweeds drummer[87]

### 22 september
- Brian Huggett (87), Brits golfer[88]
- Fredric Jameson (90), Amerikaans literatuurcriticus[89]
- Henk Medema (74), Nederlands uitgever en schrijver[90][91]
- Rocky Moran (74), Amerikaans autocoureur[92][93]

### 23 september
- Rupert Keegan (69), Brits autocoureur[94]
- Amadou-Mahtar M'Bow (103), Senegalees politicus en bestuurder[95]
- Aron Wade (54), Belgisch acteur en schrijver[96]
- Rien van Wijk (84), Nederlands regisseur en producer[97]

### 24 september
- Pierre-William Glenn (80), Frans cameraman en filmregisseur[98]
- Ken Howard (84), Brits liedjesschrijver en televisieproducent[99]

### 25 september
- Asim Khan (62), Pakistaans-Nederlands cricketspeler[100]
- Vassula Rydén (82), Egyptisch zieneres en schrijfster[101]

### 26 september
- John Ashton (76), Amerikaans acteur[102]
- Bas van Belle (24), Nederlands wielrenner[103][104]
- Willem van Manen (84), Nederlands jazzmusicus[105]

### 27 september
- Muriel Furrer (18), Zwitsers wielrenster[106]
- Hassan Nasrallah (64), Libanees politicus, islamitisch geestelijke en Hezbollah-leider[107]
- Maggie Smith (89), Brits actrice[108]

### 28 september
- Drake Hogestyn (70), Amerikaans acteur[109]
- Kris Kristofferson (88), Amerikaans singer-songwriter en acteur[110]
- Alexandre do Nascimento (99), Angolees kardinaal[111]
- Jacques Teugels (78), Belgisch voetballer[112]

### 29 september
- Adil Bestybaev (65), Kazachs componist en musicus[113]
- Ron Ely (86), Amerikaans acteur[114]
- Roel Bokke Span (81), Nederlands fierljepper[115]
- Richard S. Hamilton (81), Amerikaans wiskundige[116]
- Martin Lee (77), Amerikaans singer-songwriter[117]
- Herman Zeinstra (86), Nederlands architect[118]

### 30 september
- Gavin Creel (48), Amerikaans theateracteur[119]
- Frank Fritz (60), Amerikaans presentator[120]
- Giel Haenen (90), Nederlands voetballer[121][122]
- Frans A. Janssen (85), Nederlands boekhistoricus[123]
- Dikembe Mutombo (58), Congolees-Amerikaans basketballer[124]
- Peter Opsvik (85), Noors industrieel ontwerper[125]
- Pete Rose (83), Amerikaans honkballer[126]
- Ron Steens (72), Nederlands hockeyspeler[127]

### Datum onbekend
- László Mészáros (47), Hongaars voetballer[128]
- Leen de Ridder (77), Nederlands voetballer[129]
- Pascal Weiss (52), Belgisch journalist en redacteur[130]

januari· februari· maart· april· mei· juni· juli· augustus· september· oktober· november· december
1900 ·
1901 ·
1902 ·
1903 ·
1904 ·
1905 ·
1906 ·
1907 ·
1908 ·
1909 ·
1910 ·
1911 ·
1912 ·
1913 ·
1914 ·
1915 ·
1916 ·
1917 ·
1918 ·
1919 ·
1920 ·
1921 ·
1922 ·
1923 ·
1924 ·
1925 ·
1926 ·
1927 ·
1928 ·
1929 ·
1930 ·
1931 ·
1932 ·
1933 ·
1934 ·
1935 ·
1936 ·
1937 ·
1938 ·
1939 ·
1940 ·
1941 ·
1942 ·
1943 ·
1944 ·
1945 ·
1946 ·
1947 ·
1948 ·
1949 ·
1950 ·
1951 ·
1952 ·
1953 ·
1954 ·
1955 ·
1956 ·
1957 ·
1958 ·
1959 ·
1960 ·
1961 ·
1962 ·
1963 ·
1964 ·
1965 ·
1966 ·
1967 ·
1968 ·
1969 ·
1970 ·
1971 ·
1972 ·
1973 ·
1974 ·
1975 ·
1976 ·
1977 ·
1978 ·
1979 ·
1980 ·
1981 ·
1982 ·
1983 ·
1984 ·
1985 ·
1986 ·
1987 ·
1988 ·
1989 ·
1990 ·
1991 ·
1992 ·
1993 ·
1994 ·
1995 ·
1996 ·
1997 ·
1998 ·
1999 ·
2000 ·
2001 ·
2002 ·
2003 ·
2004 ·
2005 ·
2006 ·
2007 ·
2008 ·
2009 ·
2010 ·
2011 ·
2012 ·
2013 ·
2014 ·
2015 ·
2016 ·
2017 ·
2018 ·
2019 ·
2020 ·
2021 ·
2022 ·
2023 ·
2024 ·
2025